# Mont des Morios
Le mont des Morios est une montagne du massif du Lac Jacques-Cartier (chaîne des Laurentides). Son sommet sud culmine à un peu plus de 900 m d'altitude. Il est situé dans le territoire non organisé de Mont-Élie.

## Toponymie
Le nom de la montagne a été proposé en 1994 par Marie D'Aoust et André Desrosiers, des résidents d'Aylmer. « Morio » est le nom vernaculaire du Nymphalis antiopa, une espèce de papillon qu'on peut y apercevoir en abondance.

## Géographie
Le mont des Morios est situé tout au sud du territoire non organisé de Mont-Élie, à la frontière avec la municipalité de Saint-Urbain. Il fait partie des montagnes constituant le rebord de l'astroblème de Charlevoix.
La montagne est parfois associée à deux autres sommets avec lesquels elle forme un petit massif : le mont du Gros Castor (47° 44′ 55″ N, 70° 34′ 01″ O) et le mont du Lièvre (47° 44′ 09″ N, 70° 32′ 50″ O).

## Ascension
Fondée en 2001, l'« Association Loisirs, Chasse & Pêche du territoire libre - secteur Pied-des-Monts » opère les sentiers de la montagne. L'accès s'effectue via un stationnement situé près du lac Boudreault, accessible via routes forestières depuis Saint-Aimé-des-Lacs.
On peut accéder directement au sommet (5 km), explorer le nord la façade ouest (15 km) ou effectuer une boucle du massif (25 km). La Traversée de Charlevoix quant à elle contourne la montagne par le sud.

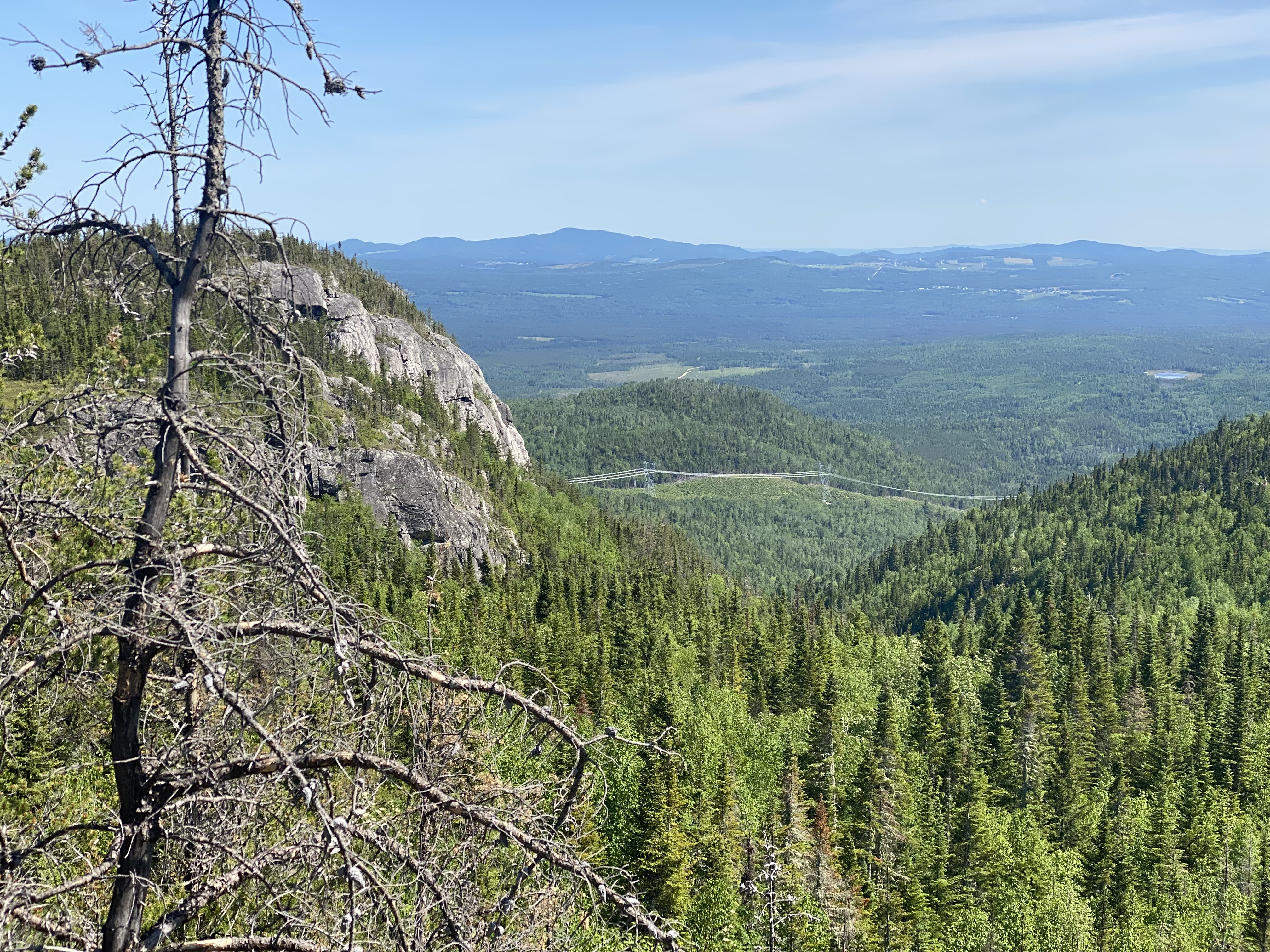
Vue sur l'un des caps de la façade Est et sur Saint-Aimé-des-Lacs, au loin.
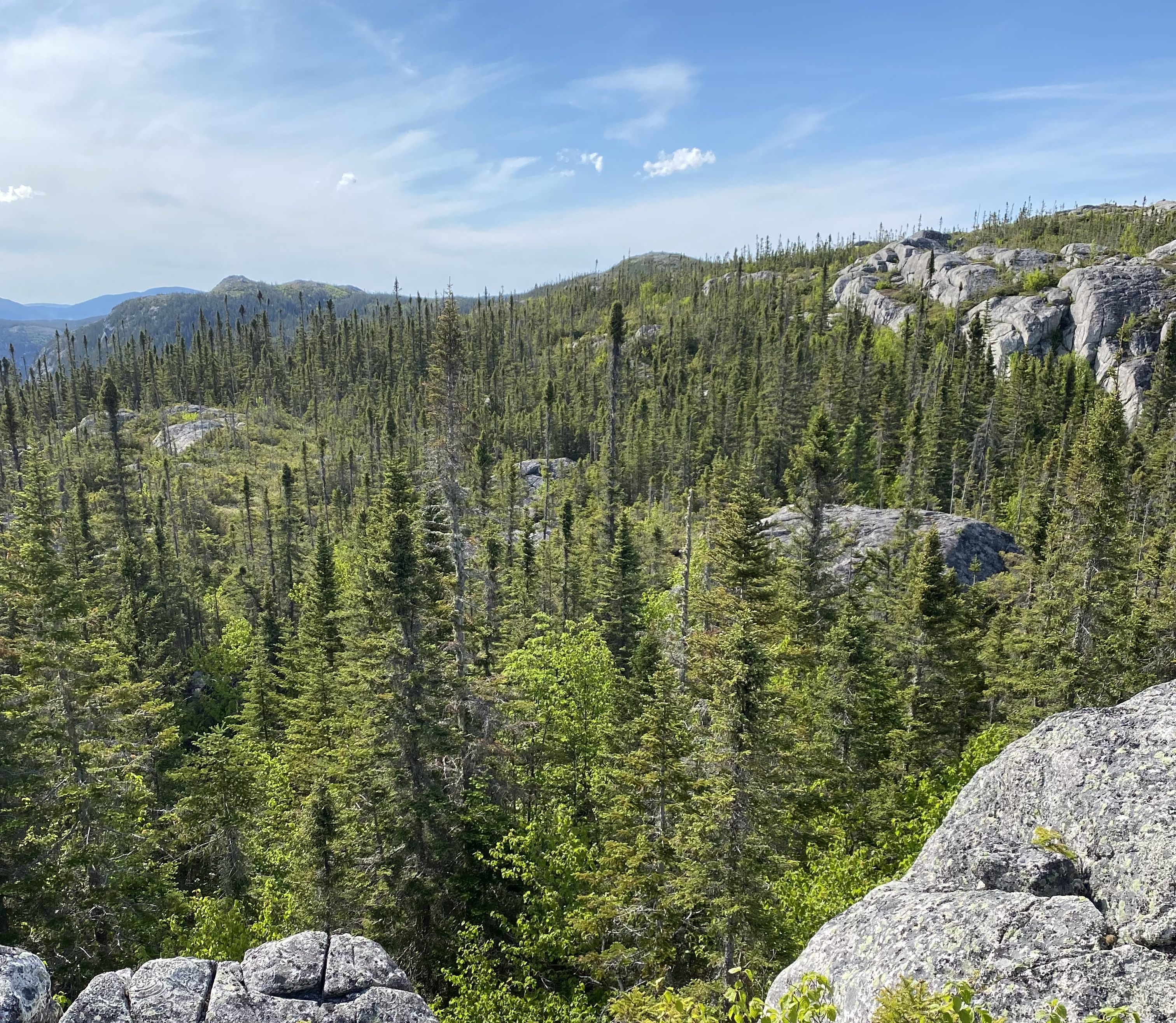
Vue depuis le sommet (vers l'ouest).
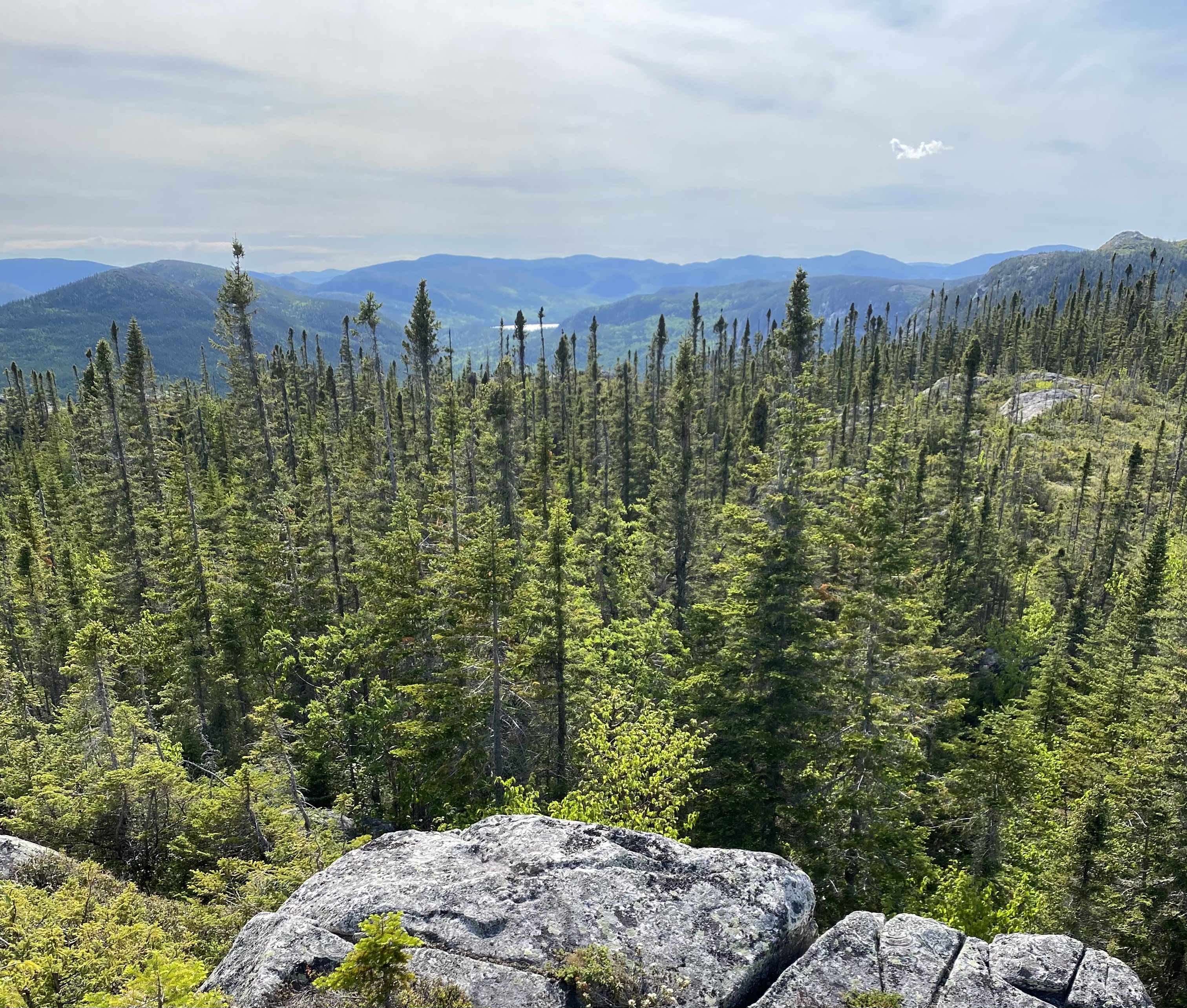
Vue depuis le sommet (vers l'ouest).